# I. Ismé-Dagan asszír király
I. Ismé-Dagan Asszíria királya volt (középső kronológia: i. e. 1780 – i. e. 1741), I. Samsi-Adad idősebb fia.
Samsi-Adad két fiát a birodalom két fontos városába helyezte kormányzónak. Az idősebb, rátermettebb Ismé-Dagan a keleti Ékallatum, a fiatalabb és az élet örömeinek élő Jaszmah-Adad pedig az uralkodása alatt meghódított délnyugati Mári palotájában rendezkedett be. Máriban számos ékírásos agyagdokumentum maradt ránk, amelyekben Samsi-Adad és Ismé-Dagan korholja Jaszmah-Adadot életvitele és politikai baklövései miatt (pl. nem volt hajlandó fogadni a neki küldött feleséget).
I. Samsi-Adad halála után Ismé-Dagan örökölte meg a trónt, aki még negyven évig uralkodott az asszír királylista szerint. Ez azonban valószínűleg egy „kerek” negyven év. Apja halála után Esnunna és Elám ellen kellett harcolnia, amelyik igyekezett visszaszerezni régi befolyását. Elvesztette Ékallatumot és Subat-Enlilt, saját és apja korábbi székhelyét, csak Assurt sikerült megtartania, ahol még utódai is uralkodtak egy ideig. Fia, Mut-Askur viselte az Assur és Ékallatum királya címet.
Ezzel gyakorlatilag véget ért az óasszír kereskedelem kora. Kanis néhány évtizedig még fennállt, de folyamatosan hanyatlott. Asszíria soha többé nem tudta biztosítani az anatóliai kereskedőutakat, a térségben meggyengült a katonai erejük, virágzott a korrupció és a feketekereskedelem. Ez a folyamat engedett utat a hettitáknak, hogy átvegyék az asszírok által üresen hagyott szerepet.
Assurban találtak a magát enszinek – régi sumer kifejezés a városi helytartóra – nevező Puzur-Színtől ékírásos szöveget, aki elmondja, hogy megdöntötte Aszínumot, akinek apjának apja – azaz Ismé-Dagan apja, I. Samsi-Adad – nem méltóként, idegenként („nem Assur húsából való”) került uralomra. Az asszír utókor viszont nem szerepelteti Puzur-Színt a királylistán, hanem azt a megjegyzést teszi, hogy akkor a „senki fia” uralkodott.